# Деньковские
Деньковские (пол. Deńkowski) — дворянский род.
Onpeделением Правительствующего Сената, состоявшимся 3 марта 1880 года, генерал-майор Степан Михайлов Деньковский, по личным своим заслугам, утверждён в потомственном дворянстве, с правом на внесение во вторую часть дворянской родословной книги.

## Описание герба
В серебряном щите чёрный медведь с червлёным языком, обращённый вправо, держит в правой лапе золотой меч, в левой — золотой щит в котором накрест положены зелёные дубовая и лавровая ветви.
Над щитом дворянский шлем с короной. Нашлемник: встающий чёрный медведь с червлёным языком, обращённый вправо, держит в правой лапе золотой меч, в левой — золотой щит в котором накрест положены зелёные дубовая и лавровая ветви. Намёт: чёрный с серебром. Герб Степана Деньковского внесён в Часть 13 Общего гербовника дворянских родов Всероссийской империи, стр. 162.